# Gorenje Polje (gmina Dolenjske Toplice)
Gorenje Polje – wieś w Słowenii, w gminie Dolenjske Toplice. W 2018 roku liczyła 90 mieszkańców.